# Korbang Jhimpe
Korbang Jhimpe – gaun wikas samiti w zachodniej części Nepalu w strefie Rapti w dystrykcie Salyan. Według nepalskiego spisu powszechnego z 2011 roku liczył on 1227 gospodarstw domowych i 6183 mieszkańców (3464 kobiety i 2719 mężczyzn).